# 羅德島的門托耳
門托耳（希臘語：Μέντωρ ὁ Ῥόδιος; 前385年—前340年），古希臘雇傭軍將領，曾經與波斯阿契美尼德王朝的阿爾塔薛西斯三世對抗，後期還在阿爾塔薛西斯三世麾下效力。
前358年，門托耳和其弟弟門農受雇於波斯赫勒斯滂弗里吉亞總督阿爾塔巴左斯，門托耳還娶阿爾塔巴左斯的女兒巴耳馨為妻，然而阿爾塔巴左斯和其他總督於前356年發動對波斯阿爾塔薛西斯三世的叛變，門托耳在戰場上表現出色，但阿爾塔巴左斯的勢力終究被國王軍擊敗，於是門托耳在前353年流亡到埃及，而門農、阿爾塔巴左斯和巴耳馨逃到馬其頓王國，投靠腓力二世。
此時，埃及法老內克塔內布二世認為波斯阿爾塔薛西斯三世將會入侵埃及，募集許多希臘雇傭軍，於是派遣門托耳率領4000名雇傭軍前往西頓，支援當地對波斯的叛亂，門托耳在與其他波斯總督對抗中獲得輝煌勝利，但終究不敵而於前346年被俘虏。
然而，阿爾塔薛西斯三世相當欣賞門托耳的才華，赦免並招募至自己麾下，於是門托耳率軍反過來入侵埃及。在前342年消滅埃及後，阿爾塔薛西斯三世任命他為西部最高統帥，門托耳便請求赦免阿耳塔巴左斯等人，讓門農、阿爾塔巴左斯和巴耳馨回到波斯，之後門托耳在任內去世。
在門托耳逝世後，弟弟門農繼承他的官位，並娶巴耳馨為妻，而門托耳和巴耳馨的女兒在前324年蘇薩集體婚禮嫁給尼阿卡斯。